# Sjcam
Sjcam Global, Inc. Es una empresa China dedicada a la producción y venta de cámaras deportivas de acción, empleadas para la captura de fotografía y vídeo en alta definición y en resoluciones hasta de 4k en deportes extremos y vídeo y fotografía aérea, sus cámaras son compactas y muy ligeras dotadas de accesorios para ser instaladas en vehículos, cascos, manillares, drones y diversos lugares, vienen dotadas de un objetivo gran angular y como característica especial en algunos de sus modelos más recientes el ángulo de este objetivo es modificable desde los 70° hasta los 170°, algunos de sus modelos recientes también poseen un gyro sensor que ayuda a estabilizar la imagen en movimiento, estas cámaras pueden ser controladas remotamente a través de dispositivos móviles, esto es posible ya que sus modelos más avanzados utilizan la tecnología wifi para conectarse tanto a teléfonos inteligentes como a tabletas, este manejo se lleva a cabo utilizando la aplicación móvil Sjcam HD. Las cámaras producidas por esta empresa están siendo consideradas actualmente las directas competidoras de la afamada marca GoPro.